# Melo miltonis
Melo miltonis is een slakkensoort uit de familie van de Volutidae. De wetenschappelijke naam van de soort is voor het eerst geldig gepubliceerd in 1833 door Gray in Griffith & Pidgeon.